# Kalliosaari (ö i Norra Karelen, Joensuu, lat 62,81, long 29,88)
Kalliosaari är en ö i Finland. Den ligger i sjön Latvajärvi och i kommunen Kontiolax i den ekonomiska regionen  Joensuu ekonomiska region  och landskapet Norra Karelen, i den sydöstra delen av landet, 400 km nordost om huvudstaden Helsingfors. Öns area är 0,2 hektar och dess största längd är 80 meter i sydöst-nordvästlig riktning.